# Плин
Плин (Плинос) — мифический царь скифов, который вместе со Сколопитом вывел молодых скифов на завоевание Южного Причерноморья. Упоминается Юстином и Орозием.
У Юстина он назван юношей царского рода, который вместо со Сколопитом был изгнан с родины из-за происков вельмож и, собрав множество молодых людей, покорил Фемискирскую равнину возле Фермодонта. Орозий, в целом пересказывая Юстина, несколько смещает акцент: у него Плин и Сколопетий — цари, изгнанные из отчизны в результате мятежа знати.
Войско Плина и Сколопита совершало много лет набеги на окрестные племена, но те договорились друг с другом, устроили засаду для скифов и перебили их. Вдовы скифских воинов стали амазонками.